# Jan O. Jansson
Jan Olof Jansson (Naken-Janne), född 8 januari 1951 i Hofors, är en svensk dokusåpadeltagare som blev känd i såpan Farmen 2003 och Farmen Afrika, framför allt för att han gick omkring naken.

## Biografi
Jansson är uppvuxen i Storvik och Hofors. Under sin ungdom tävlade han i skidåkning, orientering, terränglöpning och bangolf. Han flyttade till Uppsala på 1980-talet och läste teologi och svenska vid Uppsala universitet.
Jansson har arbetat som lärare och föreläsare. Han har också varit ordförande i en naturistförening från år 1992 till 2008.
Jansson var med i det avsnitt av Robert Aschbergs tv-program Diskutabelt som handlade om naturism (1995) och han har även pratat om naturism i tv-programmet Renée. Därefter var han med i tredje säsongen (2003) av Farmen som deltagare, och han gjorde även ett gästspel i säsong fyra (Farmen Afrika). Våren 2005 var han med i dokusåpan Club Goa. Han var också med och spelade in videon till singeln "Vilse i skogen" med Markoolio, där han framställdes som Näcken i bäcken från svenska folksagor.
Jansson gav ut boken Den Nakna Sanningen år 2005. Utöver det har han sjungit in en cover, Leende guldbruna ögon.
Jansson arbetar bland annat med att utbilda försäkringsförmedlare (läst 2014).